# Tanyproctus muchei
Tanyproctus muchei är en skalbaggsart som beskrevs av Rudolph Petrovitz 1962. Tanyproctus muchei ingår i släktet Tanyproctus och familjen Melolonthidae. Inga underarter finns listade i Catalogue of Life.